# 848 (szám)
A 848 (nyolcszáznegyvennyolc, római számmal: DCCCXLVIII) egy természetes szám.

## A szám a matematikában
A tízes számrendszerbeli 848-as a kettes számrendszerben 1101010000, a nyolcas számrendszerben 1520, a tizenhatos számrendszerben 350 alakban írható fel.
A 848 páros szám, normálalakban a 8,48 · 102 szorzattal írható fel. kanonikus alakban: 24 · 531. Tíz osztója van: 1, 2, 4, 8, 16, 53, 106, 212, 424 és 848.
Érinthetetlen szám: nem áll elő pozitív egész számok valódiosztóösszeg-függvényeként.
A 848 négyzete 719 104, köbe 609 800 192, négyzetgyöke 29,12043, köbgyöke 9,46524, reciproka 0,001179.